# Atrezija jednjaka
Atrezija jednjaka (skraćeno AE) je urođena anomalija kod koje postoji prekid u kontinuitetu jednjaka u nivou drugog ili trećeg grudnog pršljena.
Gornji, slepo završeni kraj jednjaka je proširen, hipertrofičnog zida, zbog pokušaja gutanja plodove vode, a donji je slabo razvijen, uzak i tankog zida. Rano prepoznavanje atrezije jednjaka od izuzetnog je značenja, prvenstveno zbog činjenice da ova anomalija ugrožava život, a rana dijagnoza i operativni zahvat smanjuju komplikacije i poboljšavaju ishod. Za detetovo preživljenje nužan je multidisciplinski pristup i prepoznavanje udruženih anomalija. Osim rane dijagnostike i samog operativnog zahvata za preživljenje je od presudne važnosti intezivna postoperativna nega.

## Epidemiologija
Incidencija atrezije jednjaka je 1 na 3.500 živorođene dece. Češće se javlja (2 do 3 puta) u blizanačkim trudnoćama. Teratogeni uticaj lekova (thalidomida, progesterona, estrogena) je značajan.
Najveću incidenciju atrezije jednjaka nalazimo u Finskoj.
Budući da ne postoje dokazi koji upućuju na teratogeno delovanje ili gensko nasleđivanje, ove anomalije nisu sindrom, već asocijacija pod imenima VATER (engl. vertebral, anorectal, tracheooesophageal and renal or radial abnormalities) ili VACTERL (engl. vertebral, anorectal, cardiac, tracheoesophageal, renal and radial limb).

## Etiopatogeneza
Mehanizam nastanka traheoezofagealnih malformacija još nije razjašnjen. Jednjak, za razliku od crevnog sistema, nije ni u jednom trenutku embrionalnog razvoja solidan traka, već je u svom razvoju usko vezan za traheobronhijalno stablo.
Različiti tipovi atrezije jednjaka s traheoezofagealnom fistulom nastaju kao posledica poremećaja nastanka septuma koji razdvaja dorzalni digestivni od ventralnog respiratornog sisstema između 4. i 6. nedelje gestacije.
Danas postoje istraživanja koja pokušavaju pronaći EA - gen (engl. esophageal atresia gene). Hromozomske abnormalnosti poput trizomije 18 ili 21 i delecija 22q11 i 17q22q23.3 povezane su s atrezijom jednjaka i studije upućuju na povezanost s malformacijama drugih sistema u 6% slučajeva. Sam način nasljeđivanja nije potpuno utvrđen, mešutim sigurno je da postoje i drugi uticaji koji mogu uzrokovati atreziju jednjaka poput intrauterine infekcije, hepatitisa, majčinog načina života, uzimanja kontracepcijskih pilula, izlaganja delovanju estrogena i progesterona tokom trudnoće kao i šećerna bolest majke. Današnje saznanja o razvoja atrezije jednjaka ukazuju na to da spoljašnji uticaj igra bitnu ulogu u razvoju atrezije jednjaka.

### Klasifikacija
Atrezija jednjaka se na osnovu postojanja i toka treheoezofagealne fistule (skraćeno TEF) deli u pet tipova. Najčešće je zastupljena AE sa fistulom distalnog okrajka jednjaka (86,5%), koji se uliva u traheju. Po učestalosti zatim sledi AE bez fistule – 8%. Najređe je zastupljena AE sa proksimalnim TEF-om (0,8%) i atrezija jednjaka sa distalnom i proksimalnom treheoezofagealnom fistulom (0,7%)
| Tip | Opis                               | Zastupljenost |
| --- | ---------------------------------- | ------------- |
| A   | AJ bez TEF („čista“ atrezija)      | 7%            |
| B   | AJ sa proksimalnim TEF             | 2-3%          |
| C   | AJ sa distalnim TEF                | 86%           |
| D   | AJ sa distalnim i proksimalnim TEF | < 1%          |
| E   | TEF bez AJ ili fistule-H           | 4%            |

| Tip  | Opis                                                                      | Zastupljenost |
| ---- | ------------------------------------------------------------------------- | ------------- |
| I    | Aplazija jednjaka                                                         | 1%            |
| II   | Atrezija jednjaka bez treheoezofagealne fistule                           | 8%            |
| IIIA | Atrezija jednjaka sa proksimalnom treheoezofagealnom fistulom             | 0,8%          |
| IIIB | Atrezija jednjaka sa distalnom treheoezofagealnom fistulom                | 86,5%         |
| IIIC | Atrezija jednjaka sa distalnom i proksimalnom treheoezofagealnom fistulom | 0,7%          |
| IV   | Treheoezofagealna fistule bez atrezije jednjaka (H-fistula)               | 4%            |

### Embriologija
Ne postoji jedinstvena embriološka teorija koja uspešno objašnjava sve anatomske varijante atrezije jednjaka i traheoezofagealne fistule.

### Genetika
Sporadično javljanje atrezije jednjaka u više generacija ukazuje na poligensku naslednu etiologiju. Rizik od pojave atrezije jednjaka u istoj porodici, ukoliko je jedno dete obolelo iznosi 0,5—2%, a raste na 20% ukoliko je obolelo i drugo dete.

### Udružene anomalije
Udružene anomalije u preko 50% bolesnika prate atreziju jednjaka. Najčešće su anomalije srca, zatim gastrointestinalne, urogenitalne, skeletne i neurološke anomalije.
Najčešći sindrom, koji podrazumeva prisustvo najmanje 3 anomalije je VACTREL (engl. vertebral, anorectal, cardiac, traheoesophageal, renal, limb) - sindrom.

## Klinička slika
Dete prilikom rođenja uglavnom nema vidljivih simptoma. Prvi simptom koji se opaža je prekomerna salivacija, jer dete nije sposobno gutati pljuvačku, te se javljaju hipersalivacija, zagrcavanje, kašljanje i prolazna cijanoza nakon rođenja. Ukoliko se ova simptomatologija ne prepozna i započne hranjenje, veoma brzo se razvija respiratorni distres praćen aspiracionom pneumonijom.
Ako dijagnoza ostane neprepoznata u prvom susretu sa detetom, ovi će simptomi biti izraženi pri prvom podoju.

## Dijagnoza
Prenatalna dijagnostika
Kod ove anomalije se na ultrazvučnom pregledu trudnica viđa polihidramnion, te se na osnovu njega može prenatalno posumnjati, pa čak i dijagnostikovati atrezija jednjaka ukoliko je bez traheoezofagealne fistule. U tom slučaju nema sadržaja u gastrointestinalnom traktu fetusa.
Postnatana dijagnostika
Najlakši način za postnatalno postavljanje dijagnoze atrezije jednjaka je nemogućnost plasiranja čvršće nazogatrične sonde i aspiracije želudačnog sadržaja, što se rutinski obavlja u porodilištu. Na radiografskom snimku grudnog koša vidi se sonda i na osnovu njene dubine procenjuje visina atrezije.
Ukoliko postoji dvoumljenje oko dijagnoze, moguće je načiniti kontrastno snimanje sa malom količinom hidrosolubilnog kontrasta, koji ocrtava gornji, slepo završeni okrajak jednjaka Potreban je velika pažnja u toku dijagnostike zbog moguće aspiracije kontrastnog sredstva.

## Terapija
Cilj terapije atrezije jednjaka je uspostavljanje kontinuiteta jednjaka, što se najčešće postiže hirurškom anastomozom njegovih krajeva i podvezivanjem traheoezofagealne fistule.
Ukoliko stanje deteta dozvoljava, operacija se radi u prvom danu života. U slučajevima kada su krajevi jednjaka na velikom odstojanjui (većem od 6 cm), nemoguća je primarna anastomoza. Kod takvih bolesnika radi se otvaraju ezofagostoma i gastrostoma i planira zamena jednjaka. Najčešće se koristi debelo crevo ili želudačni tubus.
Danas su razvijene i torakoskopske metode lečenja ove anomalije, koje postaju sve popularnije, sa jednakim uspesima lečenja kao i kod otvorene hirurgije.
Postoperativne komplikacije
Nakon operativnog zahvata mogu se javiti tri glavne komplikacije operativnog lečenja:
- popuštanje anastomoze,
- stenoza jednjaka,
- ponovna pojava traheoezofagealne fistule.[18]

## Prognoza
Preživljavanje bolesnika sa atrezijom jednjaka zavisi od:
- porođajne težine,
- prisustva urođenih anomalija (najveći značaj imaju srčane anomalije),
- prisustva respiratornog distres sindroma (RDS).

Vaterstonova klasifikacija preživljavanja bolesnika sa malformacijama jednjaka u tri prognostičke grupe, prema telesnoj težini na rođenju, prisustvo urođenih kongenitalnih malformacija i upali pluća.
| Grupa | Karakteristike | Preživljavanje 1951-1959. | Preživljavanje 1980-1992. |
| ----- | --- | ------------------------- | ------------------------- |
| A     | Telesna težina > 2500 g, dobro stanje                                                                                   | 95% (36/38)               | 99% (153/154)             |
| B     | 1.Telesna težina 1800 — 2500 g, dobro stanje 2.Telesna težina > 2500 g, umerena upala pluća i kongenitalna malformacija | 68% (29/43)               | 95% (72/76)               |
| C     | 1. Telesna težina < 1800 g 2. Telesna težina > 1800 g, teška upala pluća i porođajno oštećenje                          | 6% (2/32)                 | 71% (101/142)             |

Uticaj tipa atrezije ima manji značaj, osim atrezije sa velikom distancom između okrajaka, gde je veći morbiditet i mortalitet nego u ostalih tipova. Spitz i sar. iz praktičnih razloga dali su jednostavnu klasifikaciju preživljavanja zasnovanu na prisustvu srčanih mana (koja je prikazana u donjoj tabeli).
Klasifikacija preživljavanja zasnovanu na prisustvu srčanih mana po Spitzu.
| Grupa | Karakteristike                                    | Preživljavanje |
| ----- | ------------------------------------------------- | -------------- |
| I     | Telesna težina > 1500 g, bez velikih srčanih mana | 97%            |
| II    | Telesna težina <1500 g, ili velika srčana mana    | 59%            |
| III   | Telesna težina < 1500 g, i velika srčana mana     | 22%            |

## Spoljašnje veze
- „Klinički put — Atrezija ezofagusa” (PDF). Архивирано из оригинала (PDF) 29. 01. 2018. г.

|  | Molimo Vas, obratite pažnju na važno upozorenje u vezi sa temama iz oblasti medicine (zdravlja). |